# Joseph Verdeur
Joseph Verdeur (Filadelfia, Estados Unidos, 7 de marzo de 1926-6 de agosto de 1991) fue un nadador estadounidense especializado en pruebas de estilo braza, donde consiguió ser campeón olímpico en 1948 en los 200 metros.

## Carrera deportiva
En los Juegos Olímpicos de Londres 1948 ganó la medalla de oro en los 200 metros estilo braza, con un tiempo de 2:39.3 segundos que fue récord olímpico, por delante de sus compatriotas Keith Carter y Bob Sohl.